# Aradus versicolor
Aradus versicolor, auch Bunte Rindenwanze genannt, ist eine Wanzenart aus der Familie der Rindenwanzen (Aradidae).

## Merkmale
Die Wanzen werden 6,6 bis 8,5 Millimeter lang. Die flachen Wanzen besitzen eine dunkle braunschwarze Grundfarbe. Die apikale Hälfte des dritten Fühlergliedes ist weiß gefärbt. Ansonsten sind die Fühler braunschwarz. Der vordere seitliche Rand des Halsschildes ist weiß. Der obere Ansatz der Hemielytren und der Clavus sind ebenfalls weiß. Das Connexivum weist helle Flecke entlang dem Rand auf. Die ansonsten dunklen Femora besitzen eine weiße apikale Spitze. Die Tibiae sind an den Enden weiß und mittig dunkel gefärbt. Die Imagines sind immer makropter (voll geflügelt).

## Vorkommen und Lebensraum
Die Art kommt im Kaukasus und in Kleinasien vor. Nach Westen reicht ihr Vorkommen über den Balkan bis nach Österreich und in den Süden und Osten Deutschlands. Dort gibt es jedoch nur verstreute Funde, beispielsweise im Oberrheingraben.

## Lebensweise
Die Tiere leben unter der losen Borke abgestorbener Laubbäume mit Pilzbefall, insbesondere an Eichen (Quercus), Pappeln (Populus) und Birken (Betula). Zu den Wirtspilzen von Aradus versicolor zählen verschiedene Porlinge. Kopula und Eiablage finden zwischen April und Juni statt.